# مجلس نواب ميشيغان
مجلس نواب ميشيغان (بالإنجليزية: Michigan House of Representatives)‏ هو مجلس النواب التشريعي لولاية ميشيغان الأمريكية، يقع المقر الرئيسي له في لانسنغ، وهو المجلس الأدنى في هيئة ميشيغان التشريعية.

## طالع أيضًا
- هيئة ميشيغان التشريعية